# George Huddleston
George Huddleston (* 11. November 1869 nahe Lebanon, Tennessee; † 29. Februar 1960 in Birmingham, Alabama) war ein US-amerikanischer Politiker und vertrat den Bundesstaat Alabama im US-Repräsentantenhaus.

## Werdegang
George Huddleston wurde am 11. November 1869 auf einer Farm in der Nähe von Lebanon, Wilson County, Tennessee geboren, wo er die Gemeindeschule besuchte. Er studierte Jura auf der Cumberland University in Lebanon, Tennessee. Seine Zulassung als Anwalt bekam er 1891 und praktizierte dann in Birmingham, Alabama bis 1911, als er in Pension ging.
Während des Spanisch-Amerikanischen Kriegs diente er als einfacher Soldat im ersten Regiment von Alabamas Freiwilligeninfanterie. Nachdem er seine Tätigkeit als Anwalt beendet hatte, wurde er als Demokrat in den vierundsechzigsten und die zehn nachfolgenden Kongresse gewählt. Dort übte er seine Tätigkeit zwischen dem 4. März 1915 und dem 3. Januar 1937 aus. Er verlor seine Wiederwahl 1936.
George Huddleston starb am 29. Februar 1960 in Birmingham, Alabama. Er wurde auf dem Elmwood Cemetery beigesetzt.